# Issoria saturata
Issoria saturata är en fjärilsart som beskrevs av Johannes Karl Max Röber 1896. Issoria saturata ingår i släktet Issoria och familjen praktfjärilar. Inga underarter finns listade i Catalogue of Life.